# Лоз'е, Вилли
Уильям Кит Лоз'е (англ. William Keith Los'e; 22 июля 1967, Окленд — 7 сентября 2022) — новозеландский и тонганский регбист, выступавший на позиции замка (лока), теле- и радиоведущий.

## Биография
Выступал в чемпионате провинций Новой Зеландии за команды Окленда, Норт-Харбора и Марлборо. Среди любительских клубов в его карьере были новозеландские «Уаитемата», «Ист-Кост Бойз» и «Ренуик», а также японский «Ямаха Джубило».
В 1988 году он провёл три игры за сборную Новой Зеландии до 21 года, в 1995 году на Кубке мира выступал за сборную Тонга, проведя все три матча группового этапа. В игре против сборной Кот-д’Ивуара он, по собственным воспоминаниям, участвовал в захвате игрока ивуарийцев Макса Брито, который был придавлен затем группой игроков и получил тяжелейший перелом позвоночника, оставивший его инвалидом до конца жизни. Лоз'е утверждал, что многократно прокручивал в голове этот момент, но не мог объяснить, какое именно действие привело к трагедии.
После завершения карьеры Лоз'е стал теле- и радиоведущим в Новой Зеландии: работал на радиостанции The Radio Network как ведущий программы Radio Sport. Комментировал матчи Супер Регби, Кубка ITM и Мировой серии по регби-7 на телеканале Sky TV.